# Akunk (Gegharkunik)
Akunk (in armeno Ակունք?, fino al 1935 Kirkhbulag o Ghrkhbulagh) è un comune dell'Armenia di 4 719 abitanti (2009) della provincia di Gegharkunik.